# Línea 4 (Urbanos de Valdemoro)
La línea 4 de la red de autobuses urbanos de Valdemoro une de manera circular la estación de tren con los Polígonos Norte.

## Características
Esta línea une la estación de Valdemoro con los polígonos del norte del municipio.
Sus horarios se encuentran coordinados con los de la línea 5.
La línea circula exclusivamente por el término municipal de Valdemoro. Como bien se expresa en la numeración interna del CRTM, recibe el número 4161. El primer dígito corresponde a la línea, en este caso la línea 4. Y los últimos tres dígitos corresponden al municipio por el que circula, en este caso 161 corresponde al municipio de Valdemoro.
La línea mantiene los mismos horarios todo el año (exceptuando las vísperas de festivo y festivos de Navidad) circulando sólo de lunes a viernes laborables.
Está operada por AISA mediante la concesión administrativa URCM-161 - Urbano de Valdemoro (Urbanos Comunidad de Madrid) del Consorcio Regional de Transportes de Madrid.

## Horarios
| Todo el año                |
| Lunes a viernes laborables |
| 06:30                      |
| 07:00                      |
| 07:25                      |
| 15:10                      |
| 16:40                      |

Paso por la avenida de Madrid aproximadamente 14 minutos después de su salida de la estación de tren. Duración del recorrido circular completo aproximadamente 30 minutos.

## Recorrido y paradas
| Código | Parada                                   | Común con    | Conexión con Cercanías |
| --- | ---------------------------------------- | ------------ | ---------------------- |
| 09155 | P.º Estación - Est. Valdemoro            | 1 2 5 6 7    | Valdemoro              |
| 19437 | P.º Estación - Tenerife                  | 1 2 5 6 7    |                        |
| 13218 | C.º Valdesanchuela - P.º Estación        |              |                        |
| 13220 | Av. Morcilleras - C.º Valdesanchuela     |              |                        |
| 13222 | Av. Morcilleras - Av. San Roque          |              |                        |
| 13223 | Av. Sur - Av. Arboledas                  |              |                        |
| 13224 | Av. Sur - Av. Andalucía                  |              |                        |
| 07992 | Av. Andalucía - Residencia               | 422 424 428  |                        |
| 15555 | Av. Conde Duque - C.º Entregas           |              |                        |
| 15556 | Av. Majuelo - Almacén                    |              |                        |
| 07990 | Av. Andalucía - Pol. Ind. Albresa        | 422 424 428  |                        |
| 13227 | Ctra. A-4 - Centro Logístico             |              |                        |
| La hora de paso por esta parada es aproximadamente 14 minutos después de salir de la estación de Valdemoro |                                          |              |                        |
| 13228 | Av. Madrid - Dublín                      |              |                        |
| 13230 | Av. Madrid - París                       |              |                        |
| 13232 | Av. Madrid - Londres                     |              |                        |
| 16233 | Antonio Van de Pere - Gabriela Mistral   |              |                        |
| 16234 | Antonio Van de Pere - María Moliner      |              |                        |
| 16162 | Gta. José Mª Pemán - Antonio Van de Pere | 422 428 3 7  |                        |
| 15928 | Dalí - Piscina Municipal                 | 422 428      |                        |
| 15929 | Dalí - Cristo de la Salud                | 422 428      |                        |
| 17253 | Dalí - Colegios Guardias Jóvenes         | 7            |                        |
| 13225 | Guardia Civil - Centro Ramón Areces      | 7            |                        |
| 20175 | Guardia Civil - Doctor Fleming           | 7            |                        |
| 08000 | Av. Andalucía - P.º de los Hoteles       | 422 428 7    |                        |
| 19439 | P.º Estación - Alberiza                  | 1 2 5 6 7 SE |                        |
| 10765 | P.º Estación - Ibiza                     | 1 2 5 6 7    |                        |
| 09155 | P.º Estación - Est. Valdemoro            | 1 2 5 6 7    | Valdemoro              |